# Рыбинская епархия
Ры́бинская епа́рхия — епархия Русской православной церкви, объединяющая приходы и монастыри в северной части Ярославской области (в пределах города Рыбинска, а также Брейтовского, Даниловского, Любимского, Некоузского, Первомайского (Пречистенского), Пошехонского, Рыбинского и Тутаевского районов). Входит в состав Ярославской митрополии.
Правящий архиерей Рыбинской епархии титулуется Рыбинским и Романово-Борисоглебским (в 1930-е годы и с 15 марта 2012 года до 24 декабря 2015 года — Рыбинским и Угличским, с 24 декабря 2015 года до 13 апреля 2021 года — Рыбинским и Даниловским).

## История
В 1909 году было учреждено Рыбинское викариатство Ярославской епархии.
Не позже 1934 года викариатство преобразовано в самостоятельную епархию; после 1937 года епископы не назначались. Как викариатство возрождено решением Священного синода Русской православной церкви 31 мая 2010 года, согласно рапорту архиепископа Ярославского Кирилла (Наконечного).
15 марта 2012 года решением Священного синода Рыбинское викариатство стало самостоятельной епархией, будучи выделенной из Ярославской епархии с включением в состав новообразованной Ярославской митрополии.
24 декабря 2015 года решением Священного Синода часть Рыбинской епархии передана возрождённой Переславской епархии.

## Епископы
Рыбинское викариатство
- Евсевий (Гроздов) (27 февраля 1909 — 18 марта 1910)
- Сильвестр (Братановский) (4 апреля 1910 — 30 апреля 1915)
- Корнилий (Попов) (5 июля 1915 — 31 января 1920)
- Василий (Бирюков) (весна 1920 — 9 августа 1921)
- Борис (Соколов) (2 января 1922 — 16 октября 1923)
- Гервасий (Малинин) (20 октября 1923 — 25 марта 1925)
- Серафим (Силичев) (25 марта 1925 — 15 июня 1926)
- ? Вениамин (Воскресенский) (1927—1930)
- Серафим (Протопопов) (16 апреля 1930 — 9 марта 1932)
- Иоанн (Троянский) (9 марта — 10 июня 1932)
- Николай (Муравьёв-Уральский) (10 июня 1932 — 5 декабря 1933)
- Сергий (Зенкевич) (5 декабря 1933 — 27 марта 1934)

Рыбинская епархия
- Феодор (Яковцевский) (27 марта — 25 июля 1934) от назначения отказался
- Варлаам (Пикалов) (25 июля 1934 — 12 марта 1935)
- Венедикт (Алентов) (12 марта 1935 — 5 марта 1936)
- Александр (Торопов) (5 марта 1936 — 2 января 1937)
- Андрей (Солнцев) (2 января — 25 января 1937)
- Иоанникий (Попов) (6 марта 1937; назначение не принял)

Рыбинское викариатство
- Вениамин (Лихоманов) (22 августа 2010 — 15 марта 2012)

Рыбинская епархия
- Вениамин (Лихоманов) (с 15 марта 2012)

## Благочиния и благочинные
Епархия разделена на 9 церковных округов:
- Брейтовское благочиние — протоиерей Анатолий Денисов (настоятель храма Архангела Михаила в Прозорове).
- Даниловское благочиние — иерей Михаил Гончарук (настоятель храма Вознесения в Данилове).
- Любимское благочиние — иеромонах Сергий (Дебабов) (настоятель Введенского храма в Любиме).
- Некоузское благочиние — иерей Алексий Калинин (настоятель Храм Богоявления Господня в с. Новый Некоуз).
- Пошехонское благочиние — иерей Евгений Мозяков (настоятель Успенского храма в Пошехонье).
- Пречистенское благочиние — иерей Павел Луговой (настоятель Успенского храма в Пречистом).
- Романово-Борисоглебское благочиние — иерей Василий Мозяков (настоятель Воскресенского собора в Тутаеве (Романово-Борисоглебске)).
- Рыбинское (городское) благочиние — протоиерей Дионисий Растопчин (настоятель храма Сретения Господня в Рыбинске).
- Рыбинское (районное) благочиние — протоиерей Андрей Касицын (настоятель храма святителя Тихона Задонского в Рыбинске).

## Монастыри
Мужские
- Спасо-Преображенский Геннадиев монастырь в селе Слобода
- Адрианов Успенский монастырь в селе Андрианова Слобода

Женские
- Мологский Покровский монастырь в деревне Быково
- Казанский Даниловский монастырь в посёлке Горушка
- Исааковский Рождество-Богородицкий монастырь в селе Кукобой

Недействующие
- Пошехонский Ильинский монастырь в Даниловском районе (мужской)
- Александрова Чудова пустынь в деревне Александрова Пустынь